# ひのかげケーブルネットワーク
ひのかげケーブルネットワーク（Hinokage Cable Network、略称：HCN）は、宮崎県西臼杵郡日之影町が運営する公営ケーブルテレビ局である。

## 概要
日之影町は全域が急峻な山間部であることから地上デジタル放送の難視聴地域が数多くあり、各所に共同受信施設を設置してテレビ放送を受信していた。また一部地域ではインターネットのブロードバンドサービスも提供されていなかったことから、これらの情報格差を是正する為に「ひのかげケーブルネットワーク整備事業」が行われた。光ファイバーを活用した通信回線の整備を行い、2011年5月に日之影町全域をサービスエリアとするケーブルテレビ局として開局した。
開局当初から株式会社ケーブルメディアワイワイとは業務提携の関係にあり、同社の事業として県外波（熊本民放2局）の区域外再放送、およびインターネット・ひかり電話等のサービス提供が行われている。

## ケーブルテレビ

### 地上波系列別再送信局
| NHK-G   | NHK-E   | NNN            | NNS | ANN                     | JNN      | TXN | FNN / FNS  | JAITS |
| ------- | ------- | -------------- | --- | ----------------------- | -------- | --- | ---------- | ----- |
| NHK宮崎 | NHK宮崎 | テレビ宮崎     |     | テレビ宮崎 熊本朝日放送 | 宮崎放送 |     | テレビ宮崎 |       |
| NHK宮崎 | NHK宮崎 | 熊本県民テレビ |     | テレビ宮崎 熊本朝日放送 | 宮崎放送 |     | テレビ宮崎 |       |

### 日之影町が提供するチャンネル
地上デジタル放送の県内波4チャンネル（NHK総合・Eテレ、UMK、MRT）を再送信している他、地上デジタル12chを活用して町データ放送（自主放送チャンネル）の提供を行っている。
| ID | 地上デジタル放送         |
| -- | ------------------------ |
| 1  | NHK宮崎総合              |
| 2  | NHK宮崎Eテレ             |
| 3  | UMKテレビ宮崎            |
| 6  | MRT宮崎放送              |
| 12 | 町データ放送（自主放送） |

### チャンネルリース
株式会社ケーブルメディアワイワイが提供する多チャンネル放送サービス。日之影町が提供する上記のチャンネルに加えて、地上デジタルテレビの区域外再放送（KKT熊本県民テレビ、KAB熊本朝日放送）、BSデジタル放送、およびCSデジタル放送の専門チャンネル等が視聴可能となる。
提供チャンネルの詳細についてはケーブルメディアワイワイの記事も参照。

## IP告知放送
日之影町が提供する「IP告知端末」を利用することで、町の行政放送（IP告知放送）を聞くことが可能である。また、町内で端末を利用している固定電話間での通話料金は無料となっており、自宅の固定電話から集落内放送も行えるなど、緊急時における防災機能の役割を果たしている。
さらにIP告知端末を活用したラジオ放送の再送信も行っており、下記の県内ラジオ放送3波の聴取が可能である。
| ラジオ再送信局（IP放送） |
| ------------------------ |
| NHK宮崎ラジオ第1         |
| JOY FM（エフエム宮崎）   |
| MRTラジオ                |

## インターネット・ひかり電話
日之影町が光回線（ひのかげケーブルネットワーク）の敷設工事を行い、ケーブルメディアワイワイがインターネット接続サービス、およびケーブルプラス電話（ワイワイひかり電話）のサービス提供を行っている。